# Krupp K5

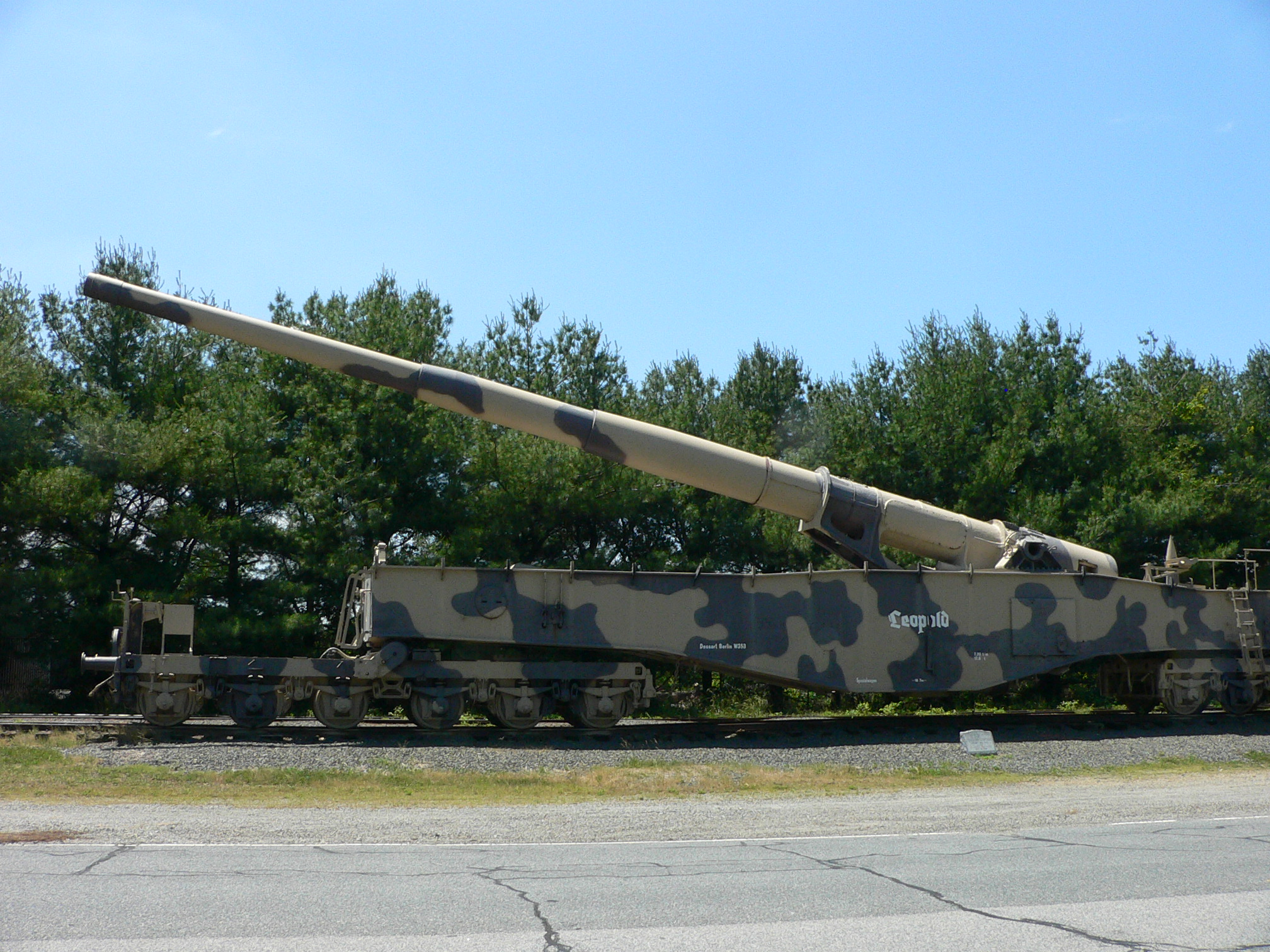
Krupp K5 "Leopold"

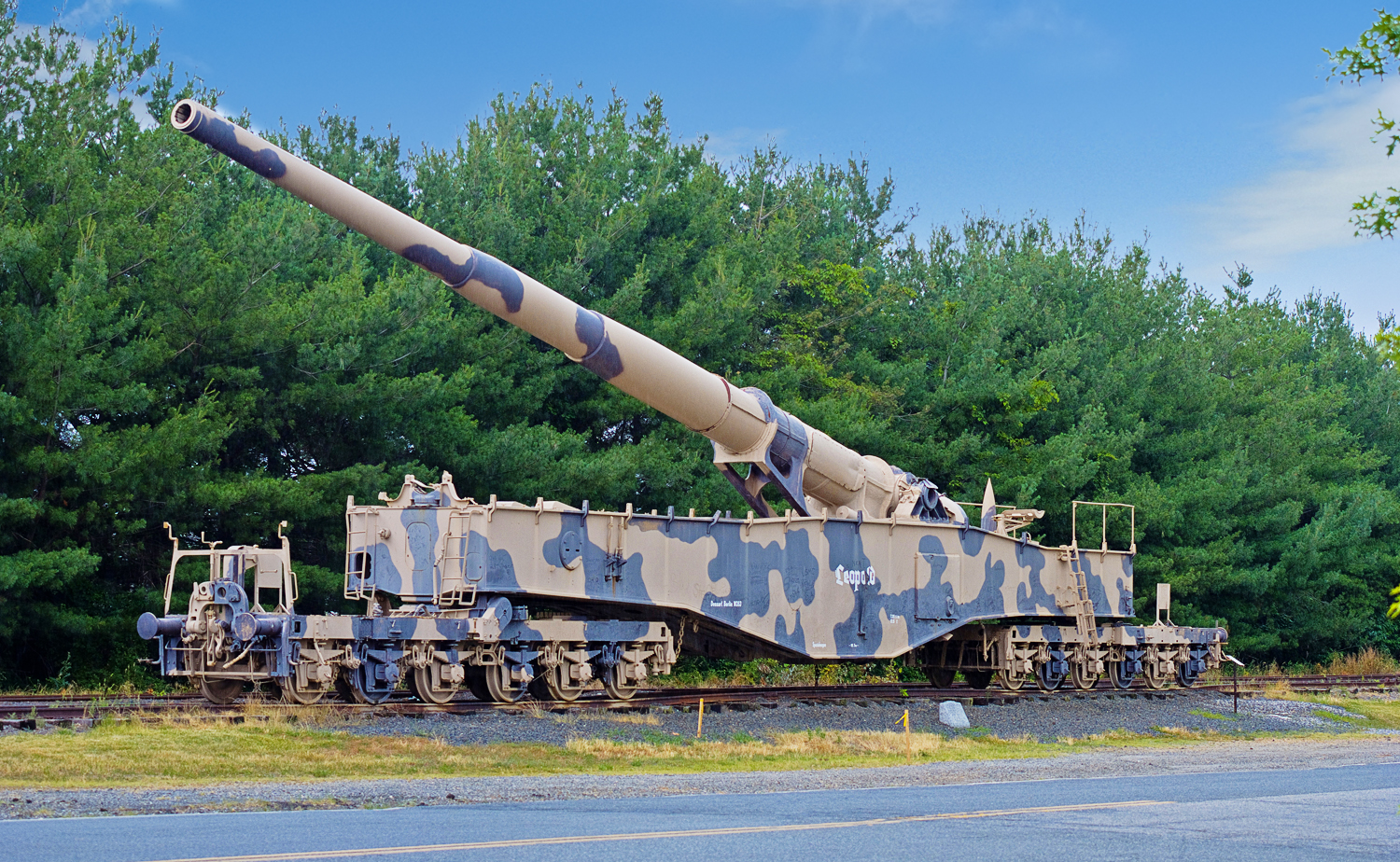
"Anzio Annie"

De Krupp K5 is een Duits 280 mm spoorweggeschut uit de Tweede Wereldoorlog. Door de Duitsers werd het "Slanke Bertha" genoemd, naar de Dikke Bertha uit de Eerste Wereldoorlog. Het geschut vuurde een granaat van 255 kg af over een afstand van bijna 70 km. Het woog 120 ton, inclusief treinonderstel en was 32 meter lang. Het kanon werd bediend door een ploeg van 10 man. De kanonnen zijn ingezet aan vrijwel elk Europees front.

## Inzet bij Anzio
Het bekendst is de inzet van twee exemplaren Robert en Leopold uit de Duitse Eisenbahnbatterie 712 tijdens de landing bij Anzio, waar ze het Amerikaanse bruggenhoofd zwaar onder vuur namen. Deze twee exemplaren kregen van de Amerikanen de bijnamen Anzio Annie en Anzio Express.
Beide kanonnen waren in 1944 naar Italië gestuurd. Oorspronkelijk bedoeld voor inzet in Tunesië, werden ze na het einde van de Noord-Afrikaanse Veldtocht en na de aftocht van het Afrikakorps aldaar in de buurt van Milaan opgesteld ter verdediging van de Gustav-linie. Bij de landing van de geallieerden in Anzio werden de vuurmonden in een spoorwegtunnel op het traject tussen Rome-Nettuno gebracht. Het dubbelspoor in de tunnel was de ideale plek om de spoorwegkannonen te verbergen. In de tunnel werden ze vuurklaar gemaakt, naar buiten gereden om te vuren, en weer in de tunnel gereden ter voorbereiding van een volgend vuursalvo. De beide wapens zaaiden dood en verderf op de landingsstranden en de bijnamen Anzio Annie en Anzio Express boezemden angst in bij velen aan geallieerde zijde.
In 1944 vielen er in Noord Frankrijk en Italië tien K5's in geallieerde handen. De eerste twee werden veroverd in Italië op een rangeerterrein nabij Civitavecchia door het Amerikaanse 5e leger. Het waren de wapens van Eisenbahnbatterie 712, Anzio Annie en Anzio Express. Eén hiervan is verscheept naar de VS waar het te bezichtigen is in een Amerikaans legermuseum te Aberdeen, Maryland. Naast het in de VS aanwezige exemplaar is er in Frankrijk nog een K5(E) te bezichtigen in het Atlantik Wall Museum te Audinghen.